# Llista d'asteroides/1501–1600
| Nom                 | Designació provisional | Data de descobriment    | Descobridor/s          |
| ------------------- | ---------------------- | ----------------------- | ---------------------- |
| 1501 Baade          | 1938 UJ                | 20 d'octubre del 1938   | A. Wachmann            |
| 1502 Arenda         | 1938 WB                | 17 de novembre del 1938 | K. Reinmuth            |
| 1503 Kuopio         | 1938 XD                | 15 de desembre del 1938 | Y. Väisälä             |
| 1504 Lappeenranta   | 1939 FM                | 23 de març del 1939     | L. Oterma              |
| 1505 Koranna        | 1939 HH                | 21 d'abril del 1939     | C. Jackson             |
| 1506 Xosa           | 1939 JC                | 15 de maig del 1939     | C. Jackson             |
| 1507 Vaasa          | 1939 RD                | 12 de setembre del 1939 | L. Oterma              |
| 1508 Kemi           | 1938 UP                | 21 d'octubre del 1938   | H. Alikoski            |
| 1509 Esclangona     | 1938 YG                | 21 de desembre del 1938 | A. Patry               |
| 1510 Charlois       | 1939 DC                | 22 de febrer del 1939   | A. Patry               |
| 1511 Daléra         | 1939 FB                | 22 de març del 1939     | L. Boyer               |
| 1512 Oulu           | 1939 FE                | 18 de març del 1939     | H. Alikoski            |
| 1513 Mátra          | 1940 EB                | 10 de març del 1940     | G. Kulin               |
| 1514 Ricouxa        | 1906 UR                | 22 d'agost del 1906     | M. F. Wolf             |
| 1515 Perrotin       | 1936 VG                | 15 de novembre del 1936 | A. Patry               |
| 1516 Henry          | 1938 BG                | 28 de gener del 1938    | A. Patry               |
| 1517 Beograd        | 1938 FD                | 20 de març del 1938     | M. B. Protitch         |
| 1518 Rovaniemi      | 1938 UA                | 15 d'octubre del 1938   | Y. Väisälä             |
| 1519 Kajaani        | 1938 UB                | 15 d'octubre del 1938   | Y. Väisälä             |
| 1520 Imatra         | 1938 UY                | 22 d'octubre del 1938   | Y. Väisälä             |
| 1521 Seinäjoki      | 1938 UB1               | 22 d'octubre del 1938   | Y. Väisälä             |
| 1522 Kokkola        | 1938 WO                | 18 de novembre del 1938 | L. Oterma              |
| 1523 Pieksämäki     | 1939 BC                | 18 de gener del 1939    | Y. Väisälä             |
| 1524 Joensuu        | 1939 SB                | 18 de setembre del 1939 | Y. Väisälä             |
| 1525 Savonlinna     | 1939 SC                | 18 de setembre del 1939 | Y. Väisälä             |
| 1526 Mikkeli        | 1939 TF                | 7 d'octubre del 1939    | Y. Väisälä             |
| 1527 Malmquista     | 1939 UG                | 18 d'octubre del 1939   | Y. Väisälä             |
| 1528 Conrada        | 1940 CA                | 10 de febrer del 1940   | K. Reinmuth            |
| 1529 Oterma         | 1938 BC                | 26 de gener del 1938    | Y. Väisälä             |
| 1530 Rantaseppä     | 1938 SG                | 16 de setembre del 1938 | Y. Väisälä             |
| 1531 Hartmut        | 1938 SH                | 17 de setembre del 1938 | A. Bohrmann            |
| 1532 Inari          | 1938 SM                | 16 de setembre del 1938 | Y. Väisälä             |
| 1533 Saimaa         | 1939 BD                | 19 de gener del 1939    | Y. Väisälä             |
| 1534 Näsi           | 1939 BK                | 20 de gener del 1939    | Y. Väisälä             |
| 1535 Päijänne       | 1939 RC                | 9 de setembre del 1939  | Y. Väisälä             |
| 1536 Pielinen       | 1939 SE                | 18 de setembre del 1939 | Y. Väisälä             |
| 1537 Transylvania   | 1940 QA                | 27 d'agost del 1940     | G. Strommer            |
| 1538 Detre          | 1940 RF                | 8 de setembre del 1940  | G. Kulin               |
| 1539 Borrelly       | 1940 UB                | 29 d'octubre del 1940   | A. Patry               |
| 1540 Kevola         | 1938 WK                | 16 de novembre del 1938 | L. Oterma              |
| 1541 Estonia        | 1939 CK                | 12 de febrer del 1939   | Y. Väisälä             |
| 1542 Schalén        | 1941 QE                | 26 d'agost del 1941     | Y. Väisälä             |
| 1543 Bourgeois      | 1941 SJ                | 21 de setembre del 1941 | E. Delporte            |
| 1544 Vinterhansenia | 1941 UK                | 15 d'octubre del 1941   | L. Oterma              |
| 1545 Thernöe        | 1941 UW                | 15 d'octubre del 1941   | L. Oterma              |
| 1546 Izsák          | 1941 SG1               | 28 de setembre del 1941 | G. Kulin               |
| 1547 Nele           | 1929 CZ                | 12 de febrer del 1929   | P. Bourgeois           |
| 1548 Palomaa        | 1935 FK                | 26 de març del 1935     | Y. Väisälä             |
| 1549 Mikko          | 1937 GA                | 2 d'abril del 1937      | Y. Väisälä             |
| 1550 Tito           | 1937 WD                | 29 de novembre del 1937 | M. B. Protitch         |
| 1551 Argelander     | 1938 DC1               | 24 de febrer del 1938   | Y. Väisälä             |
| 1552 Bessel         | 1938 DE1               | 24 de febrer del 1938   | Y. Väisälä             |
| 1553 Bauersfelda    | 1940 AD                | 13 de gener del 1940    | K. Reinmuth            |
| 1554 Yugoslavia     | 1940 RE                | 6 de setembre del 1940  | M. B. Protitch         |
| 1555 Dejan          | 1941 SA                | 15 de setembre del 1941 | F. Rigaux              |
| 1556 Wingolfia      | 1942 AA                | 14 de gener del 1942    | K. Reinmuth            |
| 1557 Roehla         | 1942 AD                | 14 de gener del 1942    | K. Reinmuth            |
| 1558 Järnefelt      | 1942 BD                | 20 de gener del 1942    | L. Oterma              |
| 1559 Kustaanheimo   | 1942 BF                | 20 de gener del 1942    | L. Oterma              |
| 1560 Strattonia     | 1942 XB                | 3 de desembre del 1942  | E. Delporte            |
| 1561 Fricke         | 1941 CG                | 15 de febrer del 1941   | K. Reinmuth            |
| 1562 Gondolatsch    | 1943 EE                | 9 de març del 1943      | K. Reinmuth            |
| 1563 Noël           | 1943 EG                | 7 de març del 1943      | S. J. Arend            |
| 1564 Srbija         | 1936 TB                | 15 d'octubre del 1936   | M. B. Protitch         |
| 1565 Lemaître       | 1948 WA                | 25 de novembre del 1948 | S. J. Arend            |
| 1566 Icarus         | 1949 MA                | 27 de juny del 1949     | W. Baade               |
| 1567 Alikoski       | 1941 HN                | 22 d'abril del 1941     | Y. Väisälä             |
| 1568 Aisleen        | 1946 QB                | 21 d'agost del 1946     | E. L. Johnson          |
| 1569 Evita          | 1948 PA                | 3 d'agost del 1948      | M. Itzigsohn           |
| 1570 Brunonia       | 1948 TX                | 9 d'octubre del 1948    | S. J. Arend            |
| 1571 Cesco          | 1950 FJ                | 20 de març del 1950     | M. Itzigsohn           |
| 1572 Posnania       | 1949 SC                | 22 de setembre del 1949 | J. Dobrzycki, A. Kwiek |
| 1573 Väisälä        | 1949 UA                | 27 d'octubre del 1949   | S. J. Arend            |
| 1574 Meyer          | 1949 FD                | 22 de març del 1949     | L. Boyer               |
| 1575 Winifred       | 1950 HH                | 20 d'abril del 1950     | Indiana University     |
| 1576 Fabiola        | 1948 SA                | 30 de setembre del 1948 | S. J. Arend            |
| 1577 Reiss          | 1949 BA                | 19 de gener del 1949    | L. Boyer               |
| 1578 Kirkwood       | 1951 AT                | 10 de gener del 1951    | Indiana University     |
| 1579 Herrick        | 1948 SB                | 30 de setembre del 1948 | S. J. Arend            |
| 1580 Betulia        | 1950 KA                | 22 de maig del 1950     | E. L. Johnson          |
| 1581 Abanderada     | 1950 LA1               | 15 de juny del 1950     | M. Itzigsohn           |
| 1582 Martir         | 1950 LY                | 15 de juny del 1950     | M. Itzigsohn           |
| 1583 Antilochus     | 1950 SA                | 19 de setembre del 1950 | S. J. Arend            |
| 1584 Fuji           | 1927 CR                | 7 de febrer del 1927    | O. Oikawa              |
| 1585 Union          | 1947 RG                | 7 de setembre del 1947  | E. L. Johnson          |
| 1586 Thiele         | 1939 CJ                | 13 de febrer del 1939   | A. Wachmann            |
| 1587 Kahrstedt      | 1933 FS1               | 25 de març del 1933     | K. Reinmuth            |
| 1588 Descamisada    | 1951 MH                | 27 de juny del 1951     | M. Itzigsohn           |
| 1589 Fanatica       | 1950 RK                | 13 de setembre del 1950 | M. Itzigsohn           |
| 1590 Tsiolkovskaja  | 1933 NA                | 1 de juliol del 1933    | G. N. Neujmin          |
| 1591 Baize          | 1951 KA                | 31 de maig del 1951     | S. J. Arend            |
| 1592 Mathieu        | 1951 LA                | 1 de juny del 1951      | S. J. Arend            |
| 1593 Fagnes         | 1951 LB                | 1 de juny del 1951      | S. J. Arend            |
| 1594 Danjon         | 1949 WA                | 23 de novembre del 1949 | L. Boyer               |
| 1595 Tanga          | 1930 ME                | 19 de juny del 1930     | C. Jackson, H. E. Wood |
| 1596 Itzigsohn      | 1951 EV                | 8 de març del 1951      | M. Itzigsohn           |
| 1597 Laugier        | 1949 EB                | 7 de març del 1949      | L. Boyer               |
| 1598 Paloque        | 1950 CA                | 11 de febrer del 1950   | L. Boyer               |
| 1599 Giomus         | 1950 WA                | 17 de novembre del 1950 | L. Boyer               |
| 1600 Vyssotsky      | 1947 UC                | 22 d'octubre del 1947   | C. A. Wirtanen         |